# 臺灣總督府土木局

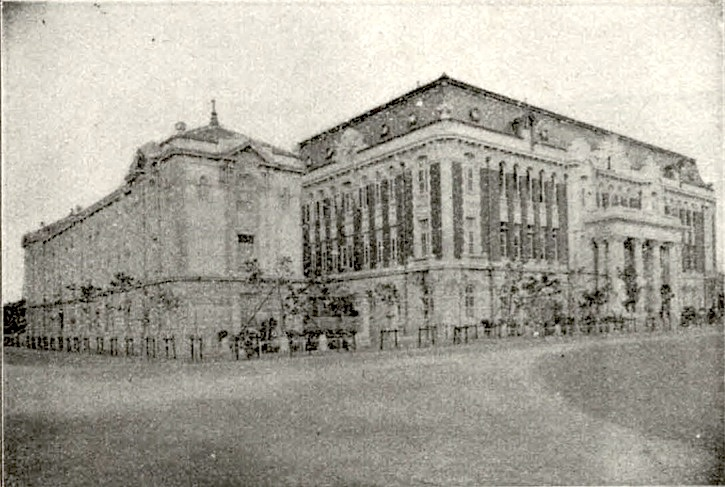
土木局廳舍

臺灣總督府土木局為台灣日治時期臺灣總督府的內部部局，負責當局之土木及建築等事務。土木局於1909年改為外局之土木部，相關事務部門於1942年被編入國土局。

## 簡介
1896年5月，臺灣總督府民政局下設置臨時土木部，為土木局設立之始、並於1897年11月被廢止。
1901年11月，民政部下設置土木局。1909年10月，土木局廢止，被編入臺灣總督府外局之土木部。
1911年10月，土木部廢止，改為民政部下的土木局。1924年12月，土木局廢止。
1942年11月，台灣總督府組織大幅改制，土木相關部門與內務部等整併為國土局。1943年12月，土木局廢止。

## 沿革
- 1895年（明治28年）5月 - 臺灣總督府民政局下設臺灣總督府內務局，局下設土木課[1]。
- 1896年（明治29年）5月 - 民政局下設臨時土木部[2]，分為庶務課、土木課、建築課。
- 1897年（明治30年）11月 - 臨時土木部廢止[3]，財務局下設土木課。
- 1898年（明治31年）6月 - 財務局廢止、由民政局改編後的民政部下設土木課。
- 1901年（明治34年）11月 - 民政部下設土木局[4]，分為土木課、營繕課、經歷課。
- 1907年（明治40年） - 新增臨時水道課，土木局下設有四課。
- 1908年（明治41年）
  - 4月 - 新增水利課，土木局下設有五課。
  - 7月 - 設立臨時臺灣工事部[5]，下設總務課、築港課、電氣課、經理課，並併入土木局之水利課。部長為民政局長，次長由土木局長兼任、負責基隆及打狗築港、灌漑及排水、電力、水利事業。
- 1909年（明治42年）10月 - 土木局和臨時臺灣工事部廢止、改制為總督府所屬官署之土木部[6]、下分為庶務課、工務課、營繕課。部長由民政長官兼任，負責土木、築港、灌漑排水、營繕、電力、水利事業。
- 1911年（明治44年）10月 - 民政部下設土木局[7]、下分庶務課、土木課、營繕課。同時，土木部廢止，設置臨時臺灣總督府工事部，負責築港、灌漑排水、總督指定工程[8]。
- 1919年（大正8年）
  - 5月 - 臨時臺灣總督府工事部廢止[9]。
  - 8月 - 民政部廢止、土木局改為台灣總督府直屬之臺灣總督府土木局[10]。
- 1920年（大正9年）9月 - 土木局下設庶務課、土木課、港灣課、營繕課。
- 1924年（大正13年）12月 - 土木局廢止[11]。業務之一部分移管予新設之交通局，内務局下設土木課。
- 1942年（昭和17年）11月 - 臺灣總督府組織改制，土木課與內務部等整併為國土局[12]，下設總務課、電力課、道路課、土木課。
- 1943年（昭和18年）12月 - 國土局因行政機構整編廢止[13]、部分業務移管予新設之鑛工局，下設總務課、工業課、勞政課、鑛務課、電力課、土木課。

## 歷代局長及部長

### 土木局長
| 姓名                            | 任期                           | 備註                         |
| 臺灣總督府民政局臨時土木部長    | 臺灣總督府民政局臨時土木部長   | 臺灣總督府民政局臨時土木部長 |
| ------------------------------- | ------------------------------ | ---------------------------- |
| 山口宗義                        | 1896年4月18日－1896年8月17日   | 代理                         |
| 高津慎                          | 1896年8月17日－1897年6月23日   |                              |
| 高津慎                          | 1897年6月23日－11月1日         | 兼務。1897.11.1後任土木課長  |
| （1897年11月日1臨時土木部廢止） |                                |                              |
| 臺灣總督府民政部土木局長        |                                |                              |
| 高橋辰次郎                      | 1901年11月11日－1902年2月28日  | 代理                         |
| 長尾半平                        | 1902年2月28日－1909年10月25日  | 代理                         |
| 臺灣總督府土木部長              |                                |                              |
| 大島久滿次                      | 1909年10月25日－1910年7月22日  | 民政長官兼任                 |
| 宮尾舜治                        | 1910年7月22日－1910年8月22日   | 民政長官事務處理             |
| 内田嘉吉                        | 1910年8月22日－1911年10月16日  | 民政長官兼任                 |
| 臺灣總督府民政部土木局長        |                                |                              |
| 内田嘉吉                        | 1911年10月16日－1912年1月4日   | 事務處理                     |
| 高橋辰次郎                      | 1912年1月4日－1915年3月20日    | 代理                         |
| 角源泉                          | 1915年3月20日－1919年5月21日   |                              |
| 相賀照郷                        | 1919年5月21日－1919年8月20日   |                              |
| 臺灣總督府土木局長              |                                |                              |
| 相賀照郷                        | 1919年8月20日－1920年9月1日    |                              |
| 山形要助                        | 1920年9月1日－1921年10月8日    |                              |
| 相賀照郷                        | 1921年10月8日－1922年11月27日  | 代理                         |
| 相賀照郷                        | 1922年11月27日－1924年10月2日  | 代理                         |
| 木下信                          | 1924年10月2日－1924年12月23日  | 兼務                         |
| 武藤針五郎                      | 1924年12月23日－1924年12月25日 |                              |

### 國土局長
| 姓名     | 任期                          | 備註 |
| -------- | ----------------------------- | ---- |
| 齋藤樹   | 1942年11月1日－1943年3月29日  |      |
| 奧田達郎 | 1943年3月29日－1943年11月23日 |      |
| 欠缺     | 1943年11月23日－1943年12月1日 |      |

## 廳舍
土木局廳舍位於台灣總督府後方，最初以「臺灣工事部廳舍」之名義興建，於1908年8月動工，1909年12月22日完工，建築師為森山松之助。然而，臺灣電力株式會社於1919年8月1日成立後，該廳舍改為臺灣電力株式會社社廈，並在1945年5月31日的臺北大空襲中遭美軍炸毀。